# Eschscholzia ramosa
Eschscholzia ramosa лат.  — вид травянистых растений рода Эшшольция (Eschscholzia) семейства Маковые (Papaveraceae). Также называется «мак островов Чаннел» (англ. Channel Islands poppy), или «островной мак» (англ. island poppy).

## Ареал и местообитание
Eschscholzia ramosa встречается на острове Гуадалупе в мексиканском штате Нижняя Калифорния, а также на островах Чаннел (Калифорния, США). Произрастает в чапарале.

## Описание
Однолетнее растение, растёт в кластерах, листья сегментированные, с разделёнными округлыми долями. Стебель вырастает до 30 см, цветок — с жёлтыми лепестками, часто с оранжевыми основаниями, около 2,5 см. Плод — капсула 4—7 см с мелкими коричневыми семенами.